# El Callao (cidade)
El Callao é uma cidade venezuelana, capital do município de El Callao.
É considerada a cidade mais violenta da Venezuela e uma das mais violentas do mundo,tudo isso devido a uma "febre do ouro" que vem acontecendo na região desde o inicio da crise na Venezuela e que tem atraido garimpeiros ilegais e cartéis de drogas